# Sayyid
La parola araba sayyid (in arabo ﺳﻴﺪ‎?; nel linguaggio parlato talora sayyed) oggi vuol dire semplicemente "signore" ed è quindi premesso normalmente al nome di una persona in segno di rispetto più o meno accentuato. La forma femminile è sayyida, significa "signora". In tal senso, ad esempio, è usato per i personaggi d'un certo spicco politico e religioso nel mondo arabofono.

## Storia del termine
Nel lontano passato preislamico, la parola sayyid significava però "oratore" ed era usato per indicare il capo tribù, in grado con la sua facondia oratoria e con la sua memoria delle norme consuetudinarie (adab), di regolamentare pacificamente le controversie eventualmente insorte nel gruppo.

Col passar del tempo gli si è preferito il termine shaykh ("anziano"), sottolineando con maggior forza l'esperienza più che l'arte oratoria.
Nel periodo invece del primo Islam arabo e di quello più maturo, il termine ha acquisito valori sempre più marcatamente spirituali. È stato quindi usato per indicare chi appartenga alla famiglia del Profeta (la Ahl al-Bayt). In particolare esso è usato per identificare la discendenza maschile e femminile di ʿAlī b. Abī Tālib e Fātima bt. Muhammad. Il primo membro della famiglia del Profeta a cui è stato dato questo appellativo fu Hāshim ibn ʿAbd Manāf, bisnonno di Muhammad. Egli è denominato Sayyid al-ashraf (nel senso di "Primo dei nobili"). L'epiteto non sembra sulle prime essere riferito ad alcuno al di fuori della Ahl al-Bayt (lett. "Gente del Casato di Maometto"). 
Già nel XII secolo i discendenti di ʿAlī vantavano lo status della siyāda, ovvero della "signoria". A differenza degli altri paesi islamici, in Marocco anziché sayyid si preferisce utilizzare il titolo di moulay.

## Sidi
In Nordafrica è frequente l'uso del termine sidi (da sayyid-ī, "mio signore") per indicare santi o marabutti (il termine corrispondente per le donne è lalla). Questo spiega la frequente occorrenza di sidi nei toponimi: ad es. Sidi Ifni (Marocco), Sidi Bel Abbes (Algeria), Sidi Bouzid (Tunisia), Sidi el Barrani (Egitto), e altri ancora.
Tale termine, abbreviato in si è poi passato ad essere un titolo onorifico impiegato non solo per rivolgersi a marabutti ma anche a capi di confraternite, o semplicemente "dottori" in scienze religiose (ad esempio il poeta berbero Si Mohand ou-Mhand).

## Antroponimo
In alcune occasioni il sostantivo Sayyid è usato come nome proprio. Uno dei personaggi più noti a portarlo è stato l'ideologo più importante dei Fratelli Musulmani, l'egiziano Sayyid Qutb.
Il termine Sid, da semplice epiteto divenne una sorta di secondo nome ("el Cid") del valoroso eroe spagnolo Rodrigo Díaz conte di Bivar (XI secolo), che in diverse occasioni combatté a favore di sovrani musulmani di al-Andalus.